# Vanuatu aux Jeux olympiques d'été de 2008
Vanuatu participe aux Jeux olympiques d'été de 2008 à Pékin. Il s'agit de sa 6e participation à des Jeux d'été.

## Athlétisme
Hommes
| Athlète     | Tournoi | Série    | Série | Quart de finale | Quart de finale | Demi-finale  | Demi-finale  | Finale       | Finale       |
| Athlète     | Tournoi | Résultat | Rang  | Résultat        | Rang            | Résultat     | Rang         | Résultat     | Rang         |
| ----------- | ------- | -------- | ----- | --------------- | --------------- | ------------ | ------------ | ------------ | ------------ |
| Moses Kamut | 100m    | 10 s 81  | 7     | non qualifié    | non qualifié    | non qualifié | non qualifié | non qualifié | non qualifié |

Femmes
| Athlète       | Tournoi | Série    | Série | Quart de finale | Quart de finale | Demi-finale   | Demi-finale   | Finale        | Finale        |
| Athlète       | Tournoi | Résultat | Rang  | Résultat        | Rang            | Résultat      | Rang          | Résultat      | Rang          |
| ------------- | ------- | -------- | ----- | --------------- | --------------- | ------------- | ------------- | ------------- | ------------- |
| Elis Lapenmal | 100 m   | 13 s 31  | 8     | non qualifiée   | non qualifiée   | non qualifiée | non qualifiée | non qualifiée | non qualifiée |

## Tennis de table
Femmes
| Athlète        | Tournoi | Tour préliminaire | 1er tour | 2e tour  | 3e tour  | 4e tour  | Quart de finale | Demi-finale | Finale   |
| Athlète        | Tournoi | Résultat          | Résultat | Résultat | Résultat | Résultat | Résultat        | Résultat    | Résultat |
| -------------- | ------- | ----------------- | -------- | -------- | -------- | -------- | --------------- | ----------- | -------- |
| Priscila Tommy | Simple  |                   |          |          |          |          |                 |             |          |